# Pachysphinx
Pachysphinx este un gen de molii din familia Sphingidae. 

## Specii
- Pachysphinx modesta - (Harris 1839)
- Pachysphinx occidentalis - (Edwards 1875)
- Pachysphinx peninsularis - Cary, 1963